# Пори (Грчка)
Пори (грч. Πόροι) је насељено место у општини Дион-Олимп у периферији Средишња Македонија, Грчка. Према попису из 2021. године било је 23 становника.
Насеље је 1913. године имало 282 житеља Грка. Седамдесетих година 20. века већина мештана се преселила у новоизграђено насеље Нови Пори, тако је на попису из 1981. године у селу остало 94 становника. Село се раније звало Пурлија.